# Горка (Нижньо-Вазьке сільське поселення)
Го́рка (рос. Горка) — присілок у складі Верховазького району Вологодської області, Росія. Входить до складу Нижньо-Вазького сільського поселення.

## Населення
Населення — 14 осіб (2010; 16 у 2002).
Національний склад (станом на 2002 рік):
- росіяни — 100 %